# En Garde (Modern Family)
«En Garde» es el séptimo episodio de la primera temporada de la serie de televisión en formato falso documental Modern Family. Se estrenó en ABC en los Estados Unidos el 4 de noviembre de 2009. El episodio fue escrito por Danny Zuker y dirigido por Randall Einhorn.
En este episodio, Manny se ocupa de la esgrima y tiene bastante talento. Jay está muy orgulloso de Manny, algo que hace que el trauma del patinaje sobre hielo de la infancia de Mitchell resurja. Estos sentimientos hacen que Mitchell se enfrente a Claire al respecto, a quien considera responsable de ello. Phil intenta encontrar los talentos ocultos de Luke después del éxito de Manny, pero sin suerte.
«En Garde» se convirtió en el programa con guiones mejor valorado en su franja horaria y ha recibido críticas positivas de los críticos. También ganó un premio Emmy a la mejor mezcla de sonido para una serie de comedia o drama (media hora) y animación.

## Argumento
Manny (Rico Rodriguez) se interesa por la esgrima y toda la familia viene a animarlo durante el partido. Tiene mucho éxito y se las arregla para llegar a la final, donde tiene que competir contra una chica. Jay (Ed O'Neill) y Gloria (Sofia Vergara) están muy orgullosos de él y quieren que se lleve el trofeo. Sin embargo, en lugar de querer competir, Manny les dice que está retirado de la esgrima. Jay intenta cambiar de opinión mientras Gloria apoya la decisión de Manny y dice que si Manny siente que ya no es divertido para él y quiere renunciar, entonces debería renunciar. Cuando Manny explica su decisión, no quiere competir contra una chica, Gloria se enoja y lo convence de que esta no es una buena razón para renunciar.
Antes de que comiencen las finales, Jay y Gloria se enteran de que la chica contra la que Manny está compitiendo ha perdido a sus padres y está sufriendo de una enfermedad no revelada. Las cosas empeoran cuando algunos de sus compañeros llegan para animarla. Jay y Gloria intentan decirle a Manny que la deje ganar, sin embargo, sus señales le envían el mensaje equivocado. Manny termina ganando fácilmente la competencia, que incluye burlarse de su oponente. Aunque incómodo al principio, la culpa de Jay pronto disminuye gracias al tamaño del trofeo de Manny.
Mitchell (Jesse Tyler Ferguson) al ver a su padre estar tan interesado en el éxito de Manny, su trauma de la infancia con respecto a su patinaje sobre hielo reaparece. Está enfadado con Claire (Julie Bowen) porque ella fue la que dejó su equipo hace años y le robó su momento para brillar. Cam (Eric Stonestreet), que conoce el patinaje sobre hielo, habla con Claire y le pide que hable con Mitchell al respecto para que pueda seguir adelante. Los dos hermanos charlan y Mitchell ahora es libre de seguir adelante, pero no antes de tener un último «momento de patinaje sobre hielo» con Claire.
Mientras tanto, Phil (Ty Burrell), después de ver a Manny siendo el mejor en algo, trata de encontrar los talentos ocultos de Luke (Nolan Gould). Intenta el béisbol, pero Luke es muy malo en eso. Cuando decide darse por vencido, descubre que Luke es «natural» en la venta mientras lo lleva con él para mostrar una casa a un cliente.

## Recepción

### Audiencia
En su transmisión estadounidense original, «En Garde» fue visto por un estimado de 8.770 millones de hogares y recibió una calificación de 5,3/8% de participación en la calificación de Nielsen y también obtuvo una calificación de 3,5/9% de participación en el grupo demográfico de 18-49, en segundo lugar en su franja horaria después de la Serie Mundial, según Nielsen Media Research.

### Reseñas
«En Garde» recibió críticas generalmente positivas.
Eric Hochberger de TV Fanatic llamó al programa un «cielo de las comedias». «En general, los mejores momentos fueron con la reunión de la familia y nos encantó. Hemos escuchado críticas de toda la web de que las voces en off y los temas compartidos son cursi. A esas personas les decimos que encuentren otro programa porque estamos bastante seguros de que Modern Family es el paraíso de las comedias de situación para nosotros».
Donna Bowman de The A.V. Club le dio una tasa B al episodio diciendo: «Estos dos últimos episodios han sido un problema. Sospecho que estamos viendo una excelente comedia de situación que experimenta los dolores de crecimiento de una larga temporada estadounidense. Esta noche hubo al menos dos momentos que se encuentran entre los mejores que el programa ha producido. Sin embargo, la historia general no parece que tenga la energía o la inventiva que vimos al comienzo de la temporada».
Robert Canning de IGN le dio al episodio un 8.3 llamándolo «Impresionante» y también dijo: «La serie ha tenido un don para esto hasta ahora, y «En Garde» continuó la tendencia con facilidad e ingenio».
Jason Hughes de TV Squad dijo: «Hasta ahora, han logrado empacar cada minuto de cada episodio, y esta semana no fue una excepción».

### Premios y nominaciones
«En Garde» ganó un premio Emmy a la mejor mezcla de sonido para una serie de comedia o drama (media hora) y animación.